# Konstanze von Burgund
Konstanze von Burgund (spanisch Constanza de Borgoña; † 1093) war durch ihre zweite Ehe mit Alfons VI. († 1109) eine Königin von León-Kastilien. Sie war eine Tochter des Herzogs Robert I. von Burgund und der Helie von Semur und damit eine Angehörige des Hauses Burgund, eines Seitenzweigs der Dynastie der Kapetinger.
In erster Ehe war Konstanze mit Graf Hugo II. von Chalon-sur-Saône verheiratet, mit dem sie keine Kinder hatte. Ihr Mann begleitete wahrscheinlich im Jahr 1078 ihren Neffen, Herzog Hugo I. von Burgund, auf dessen Spanienfeldzug und starb dabei. Der Herzog nutzte offenbar die Gelegenheit, um seine verwitwete Tante mit dem König Alfons VI. von León-Kastilien zu verheiraten, der sich gerade von seiner ersten Frau getrennt hatte. Der spanische König hatte zuvor schon eine religionspolitische Annäherung an den Klosterverband der Abtei Cluny unternommen und suchte durch eine Ehe mit Konstanze diese Beziehung zu festigen. Der Abt Hugo von Cluny war ihr Onkel mütterlicherseits. Die Hochzeit fand nach der Ankunft Konstanzes in León zum Jahreswechsel 1079/80 statt und frühestens im Spätjahr 1080 wurde ihre Tochter Urraca geboren, das erste Kind König Alfons’ VI.
Fortan wirkte Konstanze als Vermittlerin zwischen León und Cluny wie auch zu ihrer Familie in Burgund. 1087 zog ihr zweiter Neffe, Herzog Odo I., nach Spanien zum Kampf gegen die Mauren. Seinem Gefolge gehörte sein Schwager Raimund von Burgund an, der aus der Familie der burgundischen Freigrafen stammte und noch im selben Jahr mit der Infanta Urraca verheiratet wurde. Konstanze starb zwischen dem 25. Juli und dem 25. Oktober 1093. Am erstgenannten Datum trat sie letztmals urkundlich auf, während am letztgenannten Datum Alfons VI. die Mönche von Sahagún um Gebete für das Seelenheil des königlichen Paares ersuchte, wobei Konstanze hier nicht mehr als urkundliche Bittstellerin auftrat, weil sie wohl schon tot war. Sie wurde in der königlichen Abtei Santos Facundo y Primitivo (später San Benito) in Sahagún bestattet.